# アメリカ級戦列艦
アメリカ級戦列艦(America class ships of the line)はイギリス海軍の74門3等戦列艦。1794年に捕獲したフランス海軍のテメレール級アメリカ（英軍名称インペテューズ）をコピーして建造された。

## 同型艦
| 艦名               | 造船所     | 発注          | 進水         | その後     |
| ------------------ | ---------- | ------------- | ------------ | ---------- |
| ノーサンバーランド | バーナード | 1795年6月10日 | 1798年2月2日 | 1850年解体 |
| リナウン           | ダドマン   | 1795年6月10日 | 1798年5月2日 | 1835年解体 |